# Elea Foundation for Ethics in Globalization
Die elea Foundation for Ethics in Globalization («elea-Stiftung für Ethik in Globalisierung») ist eine Stiftung die im Dezember 2006 vom Ehepaar Susanna und Peter Wuffli sowie vom Rechtsanwalt Harold Grüninger gegründet wurde. Bei der Eintragung im Handelsregister des Kantons Zürich wurde sie mit einem Stiftungskapital von 20 Mio. Schweizer Franken ausgestattet.

## Geschichte
Ihren Namen bekam die Stiftung nach der von griechischen Seefahrern 540 v. Chr. in Süditalien gegründeten und im 9. Jahrhundert wieder aufgegebenen Hafenstadt Elea. Sie soll «das Bewusstsein für die globale Vernetzung vertiefen, eine ethische Ausrichtung in der Globalisierung fördern und Betroffenen von globalen Veränderungsprozessen neue Perspektiven öffnen». Schwerpunkte der Stiftungsarbeit sollen «die Förderung der Kenntnisse über wirtschaftliche Zusammenhänge in der Schweiz und die direkte Bekämpfung von globalisierungsbedingter Armut im Ausland» bilden.
Peter Wuffli ist Präsident, Andreas R. Kirchschläger ist Geschäftsführer des Stiftungsrates.